# Горнушкин, Валерий Васильевич
Вале́рий Васи́льевич Горну́шкин (9 декабря 1947, Иваново, РСФСР, СССР — 6 июня 2009, Иваново, Россия) — советский футболист, тренер.

## Карьера
Воспитанник ивановского футбола. Свою карьеру начал в «Текстильщике». В 1969 году перешёл в луганскую «Зарю», которой помог выйти в высший эшелон советского футбола. В 1970—1971 годах провел за «Зарю» 11 матчей в высшей лиге. Затем вернулся в «Текстильщик», за который играл на протяжении 5 лет.
После окончания карьеры Горнушкин занялся тренерской деятельностью. Работал детским тренером. Возглавлял кинешемский «Волжанин». Затем долгое время был помощником главного тренера «Текстильщика». В 1998 году во втором круге чемпионата возглавлял команду. После ухода из клуба работал преподавателем физического воспитания в ИвГУ.
6 июня 2009 года скончался в Иванове после продолжительной болезни.

## Семья
Был женат. Сын Владислав (1970—2013) также был футболистом и выступал на позиции вратаря в командах «Волжанин» (1988), «Текстильщик» Иваново (1991—1992), «Динамо» Вологда (1995—1998). После смерти отца он передал для будущего музея ивановского футбола его записную книжку и секундомер. 4 июня 2013 года Владислав Горнушкин скоропостижно скончался на 44-м году жизни.